# دوناما
دوناما (بالإنجليزية: Dunama) جنس من العث يتبع لعائلة السنيات الظهرية ، درسها وصنفها لأول مرة العالم الأمريكي وليام سكهاوس [الإنجليزية] وذلك في عام 1912.

## التصنيف
كان العالم وليام سكهاوس هو من وضع تعريف جنس دوناما وذلك في عام 1912 لمجموعة من فراشات العث الصغيرة لونها بني باهت وتحتوي على بقع صغيرة ونقوش تشبه لحاء الشجر مع بقعة دائرية سوداء.
في عام 1976 قام العالم إدوارد إل. تود بدراسة الجنس الذي يمتد توزيعه من المكسيك إلى غابات الأمازون في البرازيل ووصف نوعين جديدين وأدرج نوعين آخرين من كوستاريكا وهما دوناما تونا (Dunama tuna) ودوناما أنجولين (Dunama angulinea)   حيث تم تربية جنس دوناما أنجولين أولا في بنما في عام 1976 لأغراض بحثية.
صُنف جنس الدوناما سابقا ضمن جنس النيستالين (وهو جنس يتبع لفصيلة السنيات الظهرية) ، لكن هذا التصنيف كان مؤقتًا لأن أنواع الدوناما تفتقر إلى السمات المورفولوجية المميزة لمعظم جنس النيستالين. بالإضافة إلى ذلك ، تتغذى جميع يرقات العث من جنس الدوناما المعروفة على النباتات أُحادية الفلقة وهي سمة نادرا ما توجد في الأجناس التي تتيع عائلة السنيات الظهرية. 